# Typhlops malcolmi
Typhlops malcolmi là một loài rắn trong họ Typhlopidae. Loài này được Taylor mô tả khoa học đầu tiên năm 1947.